# 맵퀘스트

맵퀘스트의 이전 로고

맵퀘스트(MapQuest 또는 mapquest)는 미국의 자유 온라인 웹 매핑 서비스이다. 1996년에 최초로 상용화된 웹 매핑 서비스로 출발하였다. 맵퀘스트는 구글 지도와 히업 등 경쟁사들과 시장 점유율을 겨루고 있다.